# East Cairn Hill
Der East Cairn Hill ist ein Hügel in den schottischen Pentland Hills. Er ist mit einer Höhe von 567 m deren dritthöchste Erhebung und liegt an der Westflanke der rund 25 km langen Hügelkette. Der East Cairn Hill besitzt zwei Kuppen, von denen die höhere an der Ostseite und die 561 m hohe Nebenkuppe 800 m westlich gelegen ist.
Auf der Kuppe treffen sich die Grenzen dreier Council Areas, Scottish Borders, West Lothian und Edinburgh. Dabei markiert der East Cairn Hill sowohl die südlichste Ausdehnung der Region Edinburgh als auch den östlichsten Punkt West Lothians. Die nächstgelegene Siedlung ist der Weiler Carlops rund sechs Kilometer südöstlich. West Calder befindet sich neun Kilometer nordwestlich und Penicuik elf Kilometer östlich. Auf dem Sattelpunkt zwischen West und East Cairn Hill verläuft der Passweg Cauldstane Slap. Zu den umgebenden Hügeln zählen der Wether Law im Südosten sowie der West Cairn Hill im Südwesten.

## Umgebung
Zwischen East und West Cairn Hill verläuft mit dem Cauldstane Slap ein ehemals bedeutender Passweg. Mit einer maximalen Höhe von 441 m verband er West Lothian mit den Scottish Borders.
Nahe der östlichen Kuppe des East Cairn Hills befindet sich ein Cairn. Dieser durchmisst 16,7 m bei einer Höhe von zwei Metern. Durch einen Aufbau wurde der Cairn gestört. Bei einer weiteren Öffnung im frühen 20. Jahrhundert wurden Knochenfragmente sowie Axtspitzen aus Feuerstein gefunden.
Der Westflanke vorgelagert ist das Harperrig Reservoir. Der 1860 eingerichtete Stausee staut das Wasser des Water of Leith und dient sowohl der Wasserversorgung von Edinburgh als auch der Regulierung des Durchflusses des Water of Leith.

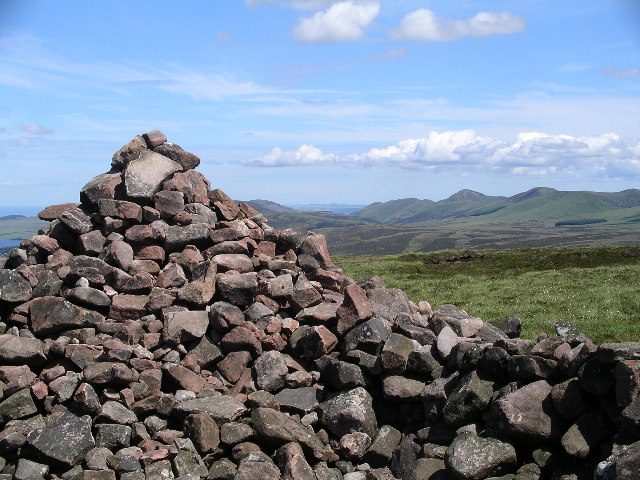
Cairn auf der Kuppe
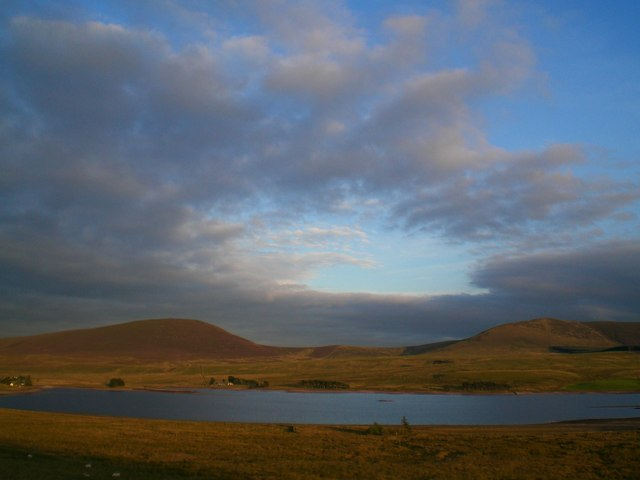
Cauldstane Slap zwischen East (links) und West Cairn Hill (rechts)